# Sugungga
Sugungga (koreanisch: 수궁가)  ist eine der fünf überlieferten Geschichten der koreanischen Pansori-Erzähltradition. Die anderen Geschichten sind Simcheongga, Heungbuga, Jeokbyeokga und Chunhyangga.
Sugungga gilt wegen der Personifizierung von Tieren als spannender und farcenhafter als die anderen Pansori. Die Satire ist offener und humorvoller. Die Figuren des Königs und der treuen Gefolgsleute haben aber auch ernste Züge. Deshalb wird Sugungga als das „kleine Jeokbyeokga“ angesehen; daher singen Pansori-Sänger diese Teile ernsthaft.
Sugungga basiert auf der Geschichte des Drachenkönigs des Südmeeres, einer Schildkröte und eines schlauen Hasen. Es wird angenommen, dass diese Geschichte auf eine Erzählung über eine Schildkröte und einen Hasen aus der frühen Silla-Dynastie zurückgeht. Das Thema dieser Geschichte ist die Beziehung zwischen Untertan und König.
Gegenwärtig wurde das Stück durch die koreanische Band Leenalchi populär, die ihre Live-Action-Aufführung der Geschichte auf YouTube hochgeladen hat. Das Video verbreitete sich in Korea viral und erreichte bis Januar 2021 über 10 Millionen Aufrufe.

## Handlung
Die Geschichte beginnt in einem fiktiven Königreich im Südmeer, das von einem Drachenkönig regiert wird. Der König leidet an einer Krankheit, die nur durch den Verzehr der Leber eines Hasen geheilt werden kann. In der Hoffnung, die Leber zu finden, um seine Krankheit zu heilen, befiehlt der Drachenkönig seinen Dienern, an Land zu gehen, einen Hasen zu finden und dessen Leber zurück ins Königreich zu bringen. Unter den Dienern meldet sich eine Sumpfschildkröte freiwillig, um ihre Loyalität gegenüber dem König zu zeigen.
Die Schildkröte wird an Land mit einigen Herausforderungen konfrontiert: Von einer Begegnung mit einem Tiger bis hin zu der Tatsache, dass sie nicht weiß, wie ein Hase aussieht. Am Ende gelingt es der Schildkröte jedoch, einen Hasen zu finden. Um ihn dazu zu bringen, ihr zurück ins Unterwasserreich zu folgen, lockt die Schildkröte den Hasen, indem sie ihm erzählt, dass dort ein wunderbares und luxuriöses Leben auf ihn wartet. Der Hase fällt darauf herein, folgt der Schildkröte unter Wasser und findet sich bald im Palast des Drachenkönigs gefangen. Er merkt bald, dass er hereingelegt wurde und wegen seiner Leber geschlachtet werden soll. Unmittelbar vor der Schlachtung erzählt er dem Drachenkönig jedoch, dass seine Leber so begehrt ist, dass jemand sie dem König stehlen könnte, sobald er den Hasen tötet, und dass er deshalb an einem Ort geschlachtet werden muss, an dem er nicht von allen gesehen wird. Der Drachenkönig hört auf den Hasen und befiehlt der Schildkröte, diesen fernab des Königreichs zu töten. Als er weit genug vom Königreich entfernt ist, macht sich der Hase über die Naivität des Drachenkönigs lustig und flieht zurück an Land, wobei er sowohl die Schildkröte als auch den Drachenkönig austrickst.
Die Geschichte endet damit, dass der Hase den König und die Schildkröte noch einmal lächerlich macht, aber auch die Treue der Schildkröte zum König bewundert.

## Thema
Das primäre, übergreifende Thema der Geschichte sind die Folgen von Naivität. In der Geschichte lernt der Drachenkönig auf die harte Weise, dass Naivität eine negative Eigenschaft ist, indem er eine Gelegenheit zum Leben verpasst. Man kann davon ausgehen, dass der König nach der Geschichte wegen seiner Naivität sein Leben verliert.